# Rumania en los Juegos Olímpicos de Sapporo 1972
Rumanía estuvo representada en los Juegos Olímpicos de Sapporo 1972 por un total de 13 deportistas que compitieron en 4 deportes.  
El portador de la bandera en la ceremonia de apertura fue el deportista de bobsleigh Ion Panțuru. El equipo olímpico rumano no obtuvo ninguna medalla en estos Juegos.